# Brachypogon griseipennis
Brachypogon griseipennis is een muggensoort uit de familie van de knutten (Ceratopogonidae). De wetenschappelijke naam van de soort is voor het eerst geldig gepubliceerd in 1945 door Stora.